# Кампо-де-Гібралтар
Кампо-де-Гібралтар (ісп. Campo de Gibraltar — «Округа Гібралтара») — район (комарка) в Іспанії, входить у провінцію Кадіс у складі автономного співтовариства Андалусія. Розташований на самому півдні Андалусії, район зобов'язаний своєю назвою Гібралтарської скелі, яку видно з будь-якої точки комаркі. Це найпівденніші землі не тільки Піренейського півострова, але і континентальної Європи в цілому.

## Муніципалітети
| Муніципалітет              | Населення | Площа, км² | Густота населення чол./км² |
| -------------------------- | --------- | ---------- | -------------------------- |
| Альхесірас                 | 112 937   | 86         | 1313,22                    |
| Лос-Барріос                | 20 871    | 332        | 62,86                      |
| Кастельяр-де-ла-Фронтера   | 2943      | 179        | 16,44                      |
| Хімена-де-ла-Фронтера      | 9893      | 347        | 28,51                      |
| Ла-Лінеа-де-ла-Консепсьйон | 63 026    | 26         | 2424,08                    |
| Сан-Роке                   | 26 569    | 140        | 189,78                     |
| Таріфа                     | 17 478    | 419        | 41,71                      |